# Англофил
Англофил је особа која воли Енглеску, њен народ, њену културу, њен језик и/или њене различите акценте.

## Етимологија
Реч је изведена од латинске речи Anglii и старогрчке речи φιλος - philos, што значи „пријатељ“. Његов антоним је англофоб.

## Историја

### Преглед
Чарлс Дикенс је 1864. године користио англофил у делу All the Year Round. У неким случајевима, термин англофилија представља индивидуално уважавање енглеске историје и традиционалне енглеске културе (као што су Вилијам Шекспир, Џејн Остин, Самјуел Џонсон, Гилберт и Саливан). Англофилију такође може карактерисати наклоност према британској монархији и систему власти (нпр. Вестминстерском систему парламента) и другим институцијама, као и носталгија за бившим Британским царством и енглеским класним системом. Англофили могу уживати у енглеским глумцима, филмовима, ТВ емисијама, радио емисијама, комедијама, музичарима, књигама, часописима, модним дизајнерима, аутомобилима, традицијама (нпр. Британској божићној вечери) или субкултуре.
Англофили могу да користе британски правопис уместо америчког на енглеском, као што су „colour“ уместо „color“, „centre“ уместо „center“, и „traveller“ уместо „traveler“. Употреба британских енглеских израза у необавезним разговорима и извештавању вести недавно је порасла у Сједињеним Државама. Тренд, неразумевање и злоупотреба ових израза од стране Американаца постала је тема медијског интересовања и у Сједињеним Државама и у Уједињеном Краљевству. Професор енглеског језика на Универзитету Делавер Бен Јагода тврди да се употреба британског енглеског „утврдила као овај лингвистички феномен који не показује знаке јењавања“.

### Англоманија
Око 1722. године француски филозоф Волтер постао је англофил; живео је у Британији између 1726. и 1728. године.  Током свог боравка у Британији, Волтер је научио енглески и изразио дивљење према Британији као земљи у којој је, за разлику од Француске, цензура била лабава, а човек је могао слободно да изрази своје ставове.  Волтер је изразио своју англофилију у својим Писма на енглеском, књизи која је први пут написана на енглеском и објављена у Лондону 1733. године, где је много похвалио британски емпиризам као бољи начин размишљања.  Француска верзија је забрањена 1734. јер је била антиклерикална, након притужби Римокатоличке цркве; књига је јавно спаљена у Паризу.  Међутим, копије су штампане у илегалној штампарији у Руану и књига је била велики бестселер у Француској, што је изазвало талас онога што су Французи убрзо назвали Англоманија. 

### Шекспироманија
Англофилија је постала популарна у немачким државама крајем 18. и почетком 19. века, при чему је немачку јавност посебно привлачило дело Шекспира, феномен познат у Немачкој као Шекспироманија.  Године 1807. Август Вилхелм Шлегел је превео све Шекспирове драме на немачки, а Шлегелов превод је био толико популаран да су немачки националисти убрзо почели да тврде да је Шекспир заправо немачки драмски писац који је своје драме писао на енглеском.  Године 1995. The New York Times је приметио: „Шекспир је готово загарантован успех у Немачкој, где је његово дело уживало огромну популарност већ више од 200 година. По неким проценама, Шекспирове драме се у Немачкој изводе чешће него било где у свету, не искључујући његову родну Енглеску.“ 
Немачка опсесија Шекспиром учинила је англофилију веома популарном, при чему су Енглези били хваљени због њихове „спонтане“ природе, која је људима омогућавала да буду своји. 

### „Савршени џентлмени“
У Француској у 19. веку, англофилија је била популарна у одређеним елементима, али не и код француског народа уопште. Реакционарни католички ројалистички интелектуалац Чарлс Маурас заузео је жестоко англофобично гледиште да је Британија „рак“ света због којег је све добро иструлило, посебно у његовој вољеној Француској.  Међутим, конзервативни француски историчар уметности и критичар Иполит Тен био је англофил који се веома дивио Британији као земљи „цивилизованог“ аристократског поретка који је истовремено прихватио слободу и „самоуправу“. 
Тен није веровао масама, видео је Француску револуцију као врсту катастрофе изазване када су безумне масе добиле власт и изјавио је да би давање права гласа свима било као да би сваког морнара постао капетан на броду.  За Тена, Британија је отелотворила његов идеални политички систем и комбиновала најбоље карактеристике и поретка и слободе. Држава је имала ограничена овлашћења, али су се људи инстинктивно приклонили елити.  Тен је тврдио да зато што су Британци протестанти морали да се оправдају пред Богом, морали су да створе морална правила која се примењују не само на друге већ и на њих саме, што је створило културу самоограничавања. 
Тен је са извесном љубомором приметио да се у Француској израз gentilhomme односи само на човека познатог по свом осећају за стил и елеганцију и да се не односи на моралне квалитете човека. У Француској није било еквивалента идеји британског џентлмена.  Таине је приметио да је разлика између француског gentilhomme и британског џентлмена у томе што овај други не само да поседује префињеност и елеганцију која се очекује од gentilhomme, већ је, што је још важније, имао осећај фундаменталне пристојности и части који га је спречавао да учини било шта нечасно.  Тен је веровао да је разлог због којег Британци, али не и Французи, могли да произведу џентлмене да владају својом нацијом тај што је британско племство било меритократско и увек отворено за оне чијем је таленту допуштено да се уздижу, а француско племство је било искључиво. 

### „Источно питање“: Англофилија на Балкану
У периоду од 14. до 17. века, балкански регион Европе је освојен од стране Османског царства. У 19. веку, различити православни народи као што су Грци, Бугари и Срби, оптужујући да су угњетавани од стране муслиманских Османлија, водили су ратове за независност. Британска политика према „Источном питању“ и Балкану осцилирала је између страха да би пад отоманске моћи омогућио највећем британском непријатељу, Русији, да попуни празнину на Балкану и Блиском истоку и хуманитарне бриге за хришћанске народе, који су потлачени од стране Османлија.

#### Бугарска
Године 1876, устанак у Бугарској је оштро угушен тако што је Османска држава ослободила страховите Башибозуке да воде кампању пљачки, убистава, силовања и поробљавања против Бугара.  Конзервативна влада под премијером Бењамином Дизраелијем, која је видела Османско царство као бедем против Русије, настојала је да негира „бугарске страхоте“ на основу realpolitik.  Насупрот томе, либерални лидер, Вилијам Гледстон, енергично је иступио у подршку балканских народа који живе под османском влашћу, објавио „бугарске страхоте“ у свом чувеном памфлету из 1876. Бугарски ужаси и питање истока, и захтевао да Британија подржава независност свих балканских народа на хуманитарним основама.  Иако је влада под Дизраелијем подржавала Османлије, Гледстонова кампања за објављивање грубих повреда људских права које су починили Османлије и подршка покретима за независност Балкана не само да га је учинила изузетно популарним на Балкану, већ је довела до таласа англофилије међу извесним балканским хришћанима, који су се дивили Британији као земљи способној да произведе некога попут Гледстонова. 
Англофилија је била ретка на Балкану у 19. веку јер су балкански муслимани гледали према Осмманском царству, док су балкански хришћани углавном тражили инспирацију према Француској или Русији.  Гледстон је себе доживљавао као поборника права малих нација, што је довело до подршке балканских народа.
Балкански англофили попут Владимира Јовановића и Чедомиља Мијатовића у Србији; Јоанеса Генадијуса и Елефтериоса Венизелоса у Грчкој и Ивана Евстратијева Гешова у Бугарској били су сви склони да се диве британском либерализму, посебно гладстонском типу.  Штавише, сва петорица горе наведених мушкараца видели су Британију као пример либералне силе, која је успешно створила институције које су имале за циљ да служе појединцу, а не држави, што их је инспирисало да изграде институције у својим новим независним нацијама.  Сви поменути су били националисти, а по стандардима Балкана били су толерантни националисти који су се дивили Уједињеном Краљевству као држави која је спојила Енглезе, Шкоте, Велшане и Ирце да живе заједно у миру и хармонији у једном краљевству, британски унионизам су видели као пример за сопствене мултиетничке нације. 

#### Србија
Рани Србин англофил био је писац, филозоф, преводилац и први министар просвете Доситеј Обрадовић. Био је први човек у модерној историји Србије који је повезао две културе.
Јовановић је био српски економиста и политичар изразитих либералних ставова на који су много утицале књиге Џона Стјуарта Мила О слободи из 1859. и Гледстонове књиге, који је сматрао да Британија треба да буде модел за модернизацију Србије, која је настала као де факто независна држава 1817. након што је под османском влашћу од 1389. године.  Јовановић је 1863. у Лондону објавио брошуру The Serbian Nation and the Eastern Question на енглеском језику у којој је настојао да докаже паралеле између британске и српске историје са акцентом на борби за слободу као одређујућој особини историје оба народа.  По повратку у Србију, Владимир Јовановић је одржао предавање у Београду у коме је стајало: „Хајде да погледамо Енглеску чије је име тако познато. Срећне околности учиниле су је државом у којој је на најбољи начин остварен општи напредак човечанства. Нема познате истине или науке која није обогатила народну свест у Енглеској. Једном речју, сви услови за напредак који су данас познати постоје у Енглеској“. 
Дипломата, економиста и политичар Чедомиљ Мијатовић постао је англофил након што се 1864. оженио Британком Елоди Лотон.  Од 1884. до 1886, 1895. до 1900. и 1902. до 1903. Мијатовић је био српски министар у Лондону. тамо се много укључио у културне активности и толико му се допала Британија да је живео у Лондону од 1889. до своје смрти 1932. године.  Био је најплоднији преводилац британских књига на српскохрватски и написао је шест књига на енглеском.   Као и многи други балкански англофили, Мијатовић је желео унију између Источне православне и Англиканске цркве.  Мијатовић је написао и двадесет романа на српском језику, сви историјски романи инспирисани Мијатовићевим омиљеним писцем, сер Валтером Скотом. 
Писац и политичар Гешов је први пут почео да учи енглески са 14 година, а са 16 година, преселио се у Манчестер и касније се школовао на Овен колеџу.  Током свог боравка у Британији, Гешов се присећао: „На мене је утицао енглески политички и друштвени живот усред којег сам се развијао. А оно што ми је посебно остало у уму су мисли и дела Џона Стјуарта Мила.“  Под јаким Миловим утицајем, Гешов је био заговорник либерализма у ново-независној Бугарској и залагао се за друштвене и политичке реформе.  Године 1911. англофил Гешов који је постао бугарски премијер започео је тајне разговоре са грчким премијером Венизелосом, англофилом, о Балканском савезу који би једном заувек протерао Османлије са Балкана.  У осигуравајућем Првом балканском рату 1912-13, Балканска лига Србије, Бугарске, Грчке и Црне Горе наставила је са наношењем низа пораза Османлијама у јесен 1912. године, када су Османлије скоро у потпуности протерали са Балкана.
Након рата на Косову, било је око 19.000 британских војника у КФОР-у, чија је главна мисија била да обезбеде безбедност у региону. Током фудбалске утакмице између Енглеске и самопрозваног Косова у новембру 2019. године, улице у Приштини биле су испуњене транспарентима са слоганом „Добродошли и поштовање“, поред енглеских застава и порука захвалности.

#### Грчка
Генадијус је био богат Грк и познати библиофил образован на енглеском протестантском колеџу на Малти, који се преселио у Лондон 1863. у доби од 19 година, где је радио као новинар за либералне новине The Morning Star.  Након Дилесијевих убистава у којима су грчки разбојници убили групу британских аристократа, што је довело до осуђивања Грка у Британији, Генадијус је објавио памфлет Белешке о недавним убиствима разбојника у Грчкој у којој је бранио Грке од оптужби изнесених у британској штампи да су сви Грци насилници.  Генадијус је служио неколико мандата као грчки министар у Лондону, оженио се Британком 1904. године, напорно је радио на побољшању интелектуалних веза између Грчке и Британије и помогао је у оснивању Друштва хеленских студија у Лондону и Британске школе за археологију у Атини.  Одражавајући своју англофилију, Генадије је подржавао екуменизам, покушао је да оствари унију између источних православних цркава и енглеске цркве и поклонио своју огромну колекцију од 24.000 британских књига грчком народу у библиотеци названој по његовом оцу, Генадеиону. 
Венизелос је био грчки либерални политичар који је неколико пута био премијер Грчке између 1910. и 1933. године. Током Првог светског рата, Венизелос је покушао да увуче Грчку у рат на страни савезника, што је изазвало сукоб са краљем Константином Првим и тиме довело до националног раскола између присталица краља и премијера.  Године 1915. Венизелос је изјавио у интервјуу британском новинару: „Шта год да се деси у наредних неколико критичних недеља, нека Енглеска никада не заборави да је Грчка уз њу, срцем и душом, сећајући се њених прошлих чинова пријатељства у временима без мање потешкоћа и радујем се постојаној заједници у данима који долазе“.  Венизелосова спремност да пркоси краљу и да се Грчка бори против савезничке државе била је делимично због његове англофилије, јер је искрено веровао да Британија има много чему да научи Грке. То га је навело да помогне у оснивању Англо-Хеленске образовне фондације 1918. Веровао је да би савез са Британцима омогућио Грцима да коначно остваре Мегали идеју („Велика идеја“) о довођењу Грка из Анадолије под османску власт у Грчкој. 

### Die Swingjugendandles Zazous
Крајем 1930-их у Немачкој, појавила се антикултура младих од die Swingjugend, групе немачких тинејџера који нису волели Хитлерјугенд и Лигу немачких девојака, али су волели да се упознају и плесати уз најновију "енглеску музику", која је у то време била илегална. "The Swing Youth" обично су долазили из породица средње класе у северној Немачкој. Хамбург, највећи англофилски немачки град, сматран је „престоницом“ покрета „The Swing Youth“. "The Swing Youth" су били англофили који су се радије облачили у "енглеском стилу", при чему су момци носили кариране капуте и хомбург шешире, кишобране и луле, док су девојке носиле увијену косу и много шминке. У Трећем рајху, „природан изглед“ без шминке и уплетене косе био је преферирани стил за жене, па су „swing babies“, како су звали женску „The Swing Youth“, одбијале оно што им је режим прописао. Одражавајући њихову англофилију, „The Swing Youth“ су често радије разговарали и писали једни другима на енглеском.
Првих пет година Трећег рајха, нацистичка пропаганда је била наклоњена Британији, како што се Хитлер надао англо-немачком савезу, али 1938, када је постало јасно да Британија неће у савез са Немачком, пропаганда режим је постао жестоко англофобична: велика кампања британског напада покренута је у јесен 1938. године. У том светлу, англофилија Swing Youth би се могла посматрати као имплицитно одбацивање режима. Немачки музиколог Гвидо Факлер описао је Swingjugend као прихватање америчке музике и „енглеског стила“ на следећи начин: „Swingjugend је одбацио нацистичку државу, пре свега због њене идеологије и униформности, њеног милитаризма, „фиреровог принципа“ и изједначавања Volksgemeinschaft (народне заједница). Доживели су масовно ограничење своје личне слободе. Против свега тога су се побунили џезом и свингом, који је представљао љубав према животу, самоопредељење, неконформизам, слободу, независност, либерализам и интернационализам.“ 
Упркос британској објави рата Немачкој 3. септембра 1939, „Swing Youth“ је наставио да усваја „енглески стил“, што је довело до тога да се нацистички режим обрачуна са том организацијом: у једном нападу 1941. у Хамбургу, ухапшено око 300 младих. Најмање седамдесет младих од "Swing Youth", који се сматрају вођама покрета, послато је у концентрационе логоре. Веома сличан Swing Youth био је Зазоу покрет у Француској који је више волео да се облачи у енглеском стилу са кишобранима (који се у Француској сматра симболом британства), популарним модним аксесоаром и фризуром дотераном à la mode d'Oxford, разговарају једни с другима на енглеском  и као и њихови немачки колеге волели су британску и америчку популарну музику.

### Најдаљи пријатељи
Међу народом Карени у Бурми које су британски мисионари преобратили у хришћанство у 19. веку и који су се дуго осећали потлаченим од стране милитаристичке бурманске државе, англофилија је веома честа. Слично и са народом Шан: почевши од 1880-их, синови шанске елите су школовани у интернату у британском стилу у Таунџију и на универзитетима у Британији, што је довело до тога да је већи део шанске елите постао англофилско. Карени су се борили са Британцима током сва три бурманска рата и током Другог светског рата, одупирали су се паназијској пропаганди Јапана. Карени су остали лојални Британцима и водили су герилски рат против Јапанаца. Један Карен ветеран рата објаснио је у интервјуу 2009. да се одупро паназијској пропаганди Јапанаца јер је био Карен, баш као и Шан и Мон, који су „заиста волели“ Британце и радије се борила заједно са својим пријатељима. Ветеран је изјавио да је као Карен морао да остане веран британској круни.
Још 1981. године, већи део руководства Каренске елите је описан као "англофилско".

### У Бразилу
Бразилски писац Гилберто Фрејре био је познати англофил. Фрејре је био под великим утицајем 19. британских романтичарских и викторијанских писаца, посебно дела Томаса Карлајла, Џона Раскина и Херберта Спенсера. Фрејре је дошао из североисточног Бразила, који је био под снажним британским економским утицајем у 19. веку. Као и многи други Бразилци из региона, Фрејре је повезивао Британију са модерношћу и напретком, гледиште које је Фрејр највише изразио у својој књизи Ingleses no Brasil из 1948. године. У промоцији своје теорије лусотропикализма у којој је мешана генерација представљена као позитивно добро за Бразил, Фрејре је био под утицајем његовог погледа на Британску империју као мултиетничко и мултирасно друштво које је имало уједињене све врсте различитих народа различитих језика, етничких група, раса и религија. заједно у миру и слози око заједничке лојалности британској круни. Фрејр је тврдио да као што је Британско царство ујединило беле, тамне, црне и азијске народе, Бразил би требало да буде место које ће окупити потомке Индијанаца, афричке робове и имигранте из Европе и Азије. Фрејре је често писао есеје о британским личностима, од Флоренс Најтингела до Винстона Черчила, а посебно је користио своје есеје да промовише британске и ирске писце као што су сер Волтер Скот, Џорџ Мередит, Вилијам Јејтс и Џејмс Џојс, који су тада били непознати бразилској јавности.
Фрејреова англофилија је била изразито левичарског типа. Често је хвалио „велику традицију енглеског социјализма“; сер Стафорда Крипса, вођу лабуристичке левичарске фракције, најоригиналнијег британског политичара, он одбацује Черчила као „архаичног“ реакционара.

### Амерички Јанеити
Британски културни критичар Роберт П. Ирвин тврди да су популарност романа Џејн Остин, а још више филмских адаптација њених романа, чинили део „културног капитала“ „беле, англофилске елите источне обале“ у Сједињеним Државама од краја 19. века. Ирвин је тврдио да Американци не могу у потпуности да прихвате уређено, хијерархијско друштво Британије које је приказала Остин, јер се директно противи егалитарној вероисповести Сједињених Држава, али у исто време такав свет нуди одређену привлачност елементима у Сједињеним Државама, који у том свету проналазе одређени стил, класу, елеганцију и дубину осећања која им недостаје. Свет који је Остин приказала био је свет са јасно дефинисаним друштвеним нормама и очекивањима за правилно понашање, посебно у односима између полова у којима су мушкарци џентлмени, а жене даме, што се многим Американцима допада.
Напомињући да су Јанеити фанови Остинове, обично жене, Ирвин је прокоментарисао да филмови Остин који почињу са адаптацијом Гордости и предрасуда из 1995. имају изванредну доследност „задовољавањем женских жеља и женских погледа“ приказујући згодне глумци који носе уску одећу и панталоне у „ери када су мушкарци још увек могли да буду место лепоте“. Ирвин је тврдио да су филмови Остин намењени да удовоље женским гледаоцима. Ирвин је написао да је привлачност ликова попут господина Дарсија „апсолутна и безусловна мушка потреба за женом“, што многе жене са обе стране Атлантика сматрају веома привлачним. Коначно, Ирвин је тврдио да је главни део привлачности Остин то што њене приче приказују хероине које живе у патријархалном друштву где је главна сврха жена да буду жене и мајке које имају да управљају сложеним друштвеним правилима да би се потврдиле и удале за правог мушкарца: приче које жене сматрају релевантним данас као и у 19. веку.

### Хонг Конг
Након примопредаје Хонг Конга 1997. године, страни новинари и извештачи су открили да многи становници Хонгконга старије генерације настављају да испољавају англофилију, која потиче или из носталгије за британским колонијалним периодом или из перцепције да је британска владавина у ретроспективи пожељнија од  континенталне Кине, као и жеља да се одржи суверенитет и посебан идентитет од Пекинга. Продемократски политичар Мартин Ли је наведен као пример англофила, као и друштвена активисткиња бака Вонг за коју је познато да маше британском заставом на својим протестима и која је изразила наклоност колонијалном периоду.
Иако не желе повратак под пуну британску власт, навели су своју захвалност за чињеницу да је основни закон Хонг Конга изведен из британског обичајног права. Јеунг Сум је тврдио да је британска колонијална администрација довела до „добро успостављеног правног система и друштвене инфраструктуре светске класе“ у Хонг Конгу, на коју неки становници Хонгконга још увек гледају с љубављу.